# Mickey Baker
Mickey 'Guitar' Baker, geboren als McHouston Baker (Louisville (Kentucky), 15 oktober 1925 – Toulouse (stad), 27 november 2012), was een Amerikaanse jazz- en bluesgitarist.

## Biografie
Als tiener liep Mickey Baker van huis weg en bracht de rest van zijn tienerjaren door in verschillende weeshuizen. In een van deze instellingen leerde hij tussen 1937 en 1940 muziek lezen en gitaar spelen. Op 15-jarige leeftijd liftte hij noordwaarts naar New York. Een andere bron zegt dat hij voor het eerst in aanraking kwam met muziek en gitaar in New York en geen muzikale voorkennis had. Omdat hij nog te jong was om in clubs te spelen en de muzikantenvakbond in New York strak georganiseerd was en minderjarigen de toegang tot clubs als artiesten verboden was, moest Baker zijn brood verdienen met banen, die niets met muziek te maken hadden. Vanaf 1945 legde hij zich toe op het leren van de jazzgitaar en was na enkele jaren goed genoeg om met onder meer gitaarlessen de kost te kunnen verdienen. Een andere bron van inkomsten waren optredens met een calypso-band (rond 1948). Bovendien accepteerde hij bijna elk semi-lucratief optreden, wat betekende dat hij zijn bereik als muzikant uitbreidde tot buiten de grenzen van New York.

### De jaren 1950 - een veelzijdige muzikant
Als het op stijlen aankwam, was Mickey Baker vanaf het begin van zijn carrière een veelzijdig muzikant. Hij speelde jazz in liveoptredens met de altsaxofonist Earle Warren, die al platen opnam met Count Basie, de trompettist Buck Clayton en later met onder meer jazzgitarist Kenny Burrell, rhythm-and-blues met zangers Nappy Brown, Ruth Brown en Big Maybelle, met de pianisten Amos Milburn, Little Willie John (leadgitaar op Need Your Love So Bad uit 1956) en Ray Charles, blues met pianist Champion Jack Dupree en mondharmonicaspeler Sonny Terry, rock-'n-roll met zanger, gitarist en songwriter Earl King (o.a. bekend van de originele Come On Baby Let the Good Times Roll, gecoverd door Jimi Hendrix) en met zanger Joe Clay (Ducktail), doowop met de vocale groepen The Drifters met Clyde McPhatter en The Cardinals, pop met zangeres Connie Francis (leadgitaar op Lipstick on Your Collar). Hoe verschillend de stijlen ook waren, even gevarieerd waren de platenmaatschappijen waarvoor Baker titels opnam als sideman of hoofdvertolker: Savoy Records, Victor, King Records, Aladdin Records, Atlantic Records, Rainbow, Groove Records en zijn eigen label Willow (opgericht in 1961, met hoofdkantoor in New York). Terwijl Mickey Baker sinds 1953 deel uitmaakte van de studioband van Atlantic Records onder leiding van Jesse Stone (met musici als Panama Francis en King Curtis), speelde hij live optredens met onder meer de band van tenorsaxofonist Red Prysock.
Mickey Baker en Sylvia Robinson vormden het duo Mickey & Sylvia, dat in 1957 een hit scoorde met Love Is Strange. Dit commerciële succes betekende dat het duo deelnam aan de zogenaamde Rock and Roll Package Tours, zoals de Alan Freed Rock and Roll Extravaganza en de Ray Charles en Joe Turner Universal Attraction Show. Tot de jaren 1960 bleef het duo platen maken en haalde het de hitlijsten. Veel vervolgrecords waren gebaseerd op het origineel zonder de originaliteit en daarmee het succes te bereiken. Een ander duo, Mickey & Kitty (Kitty Noble), kon dat ook niet veranderen. Vreemd genoeg had Mickey Baker stiekem nog commercieel succes met een ander duo: op de opname van het nummer It's Gonna Work Out Fine van Ike & Tina Turner uit 1961 is het niet Ike Turner die zingt/spreekt, maar Mickey Baker. Mickey Baker bracht in de Verenigde Staten slechts het album The Wildest Guitar uit met instrumentale covers van bekende muziekstukken. Dit zijn onder meer versies van de jazznormen Autumn Leaves en Night and Day, een elektrische gitaarversie van het nummer Gloomy Sunday en een versie van de melodie The Third Man van Anton Karas uit de gelijknamige Orson Welles-film.

### Emigratie naar Europa
Mickey Baker emigreerde begin jaren 1960 naar Parijs en toerde van daaruit door grote delen van Europa. Hij bleef platen opnemen met een breed scala aan artiesten en liet zich nog steeds niet stilistisch bepalen.
In 1968 schreef hij, op verzoek van producer Mike Vernon, het arrangement met de strijkers voor Fleetwood Mac's cover van Need Your Love So Bad.
In Europa trad hij vaak op met geïmmigreerde Amerikaanse muzikanten of speelde in hun publicaties, zoals die van Champion Jack Dupree (op Vogue, 1968; op Crescendo, 1971), Memphis Slim (op Polydor, 1967), Willie Mabon (op Big Bear Records, 1973) en met Amerikaanse muzikanten die door Europa hebben getoerd, zoals Jimmy Dawkins (op Vogue 1971). In 1961 werkte hij mee aan een korte film over de eveneens naar Europa emigreerde tenorsaxofonist Coleman Hawkins (Coleman Hawkins Quartet). Hij nam zelf op voor de labels Big Bear, Black And Blue, Roots, Kicking Mule en Versailles in de jaren 1960 en 1970 onder zijn eigen naam. In 1973 nam hij een plaat op met fingerpicking-specialist Stefan Grossman (en andere muzikanten) in Londen. Naast coverversies van Charley Patton, J.B. Lenoir en Robert Johnson waren hier ook originelen te beluisteren. Voor sommige nummers zijn strijkersarrangementen geschreven.

## Betekenis
In 1999 ontving Baker de Pioneer Award van de Rhythm and Blues Foundation. Hij staat sinds 2003 op de Rolling Stone-lijst van Rolling Stone Magazine van de 100 beste gitaristen aller tijden. Samen met Bo Diddley en Chuck Berry wordt hij beschouwd als de muzikale link tussen rhythm-and-blues en rock-'n-roll. Hij heeft een aantal studieboeken geschreven, zoals een gids voor het spelen van gitaar, een complete cursus jazzgitaar en een handboek voor arrangeurs, het complete handboek voor de muziekarrangeur. Samen met Les Paul is Mickey Baker een belangrijke vroege exponent van het solid body gitaarspel in de jazz en populaire muziek.

## Overlijden
Mickey Baker overleed in november 2012 op 87-jarige leeftijd.

## Prijzen en onderscheidingen
- In 1999 ontving Baker de Pioneer Award van de Rhythm and Blues Foundation.
- In 2003 stond Baker op nummer 53 op de 100 Greatest Guitarists of All Time van Rolling Stone.[9]
- In 2004 werd Love Is Strange opgenomen in de Grammy Hall of Fame.

## Discografie

### Als leader
- The Wildest Guitar (Atlantic, 1959)
- Bossa Nova en Direct du Bresil (Versailles, 1962)
- Mickey Baker Plays Mickey Baker (Versailles, 1962)
- But Wild (King, 1963)
- Bluesingly Yours with Memphis Slim (Polydor, 1968)
- Mickey Baker in Blunderland (Major Minor, 1970)
- The Blues and Me (Black and Blue, 1974)
- Take a Look Inside (Big Bear, 1975)
- Tales from the Underdog (Artist, 1975)
- Mississippi Delta Dues (Blue Star, 1975)
- Up On the Hill (Roots, 1975)
- Blues and Jazz Guitar (Kicking Mule, 1977)
- Jazz Rock Guitar (Kicking Mule, 1978)
- Sweet Harmony (Bellaphone, 1980)
- Back to the Blues (Blue Silver, 1981)
- The Legendary Mickey Baker (Shanachie, 1991)
- New Sounds (Legacy, 2015)

### Als sideman
Met Colette Magny
- Melocoton (CBS, 1963)
- Frappe Ton Coeur (Le Chant du Monde, 1963)
- Colette Magny (Le Chant du Monde, 1967)

Met anderen
- Big Maybelle, The Okeh Sessions (Charly, 1983)
- Ronnie Bird, L'amour Nous Rend Fou (Decca, 1964)
- Clarence Gatemouth Brown, The Blues Ain't Nothing (Black and Blue, 1972)
- Nappy Brown, Don't Be Angry! (Savoy, 1984)
- Ruth Brown, Ruth Brown (Atlantic, 1957)
- Ruth Brown, Miss Rhythm (Atlantic, 1959)
- Solomon Burke, 1960 Debut Album (WaxTime, 2018)
- Milt Buckner, Rockin' Hammond (Capitol, 1956)
- Eric Charden, Eric Charden (Vega, 1963)
- Buck Clayton, Buck Clayton and Friends (Gitanes Jazz, 2007)
- Jimmy Dawkins, Jimmy Dawkins (Vogue, 1972)
- Jean-Jacques Debout, Jean-Jacques Debout (Vogue, 1964)
- Bill Doggett, Moondust (Odeon, 1959)
- Champion Jack Dupree, Champion Jack Dupree and His Blues Band Featuring Mickey Baker (Decca, 1967)
- Champion Jack Dupree, I'm Happy to Be Free (Vogue, 1972)
- Stefan Grossman, Friends Forever (Guitar Workshop, 2008)
- Coleman Hawkins, Disorder at the Border (Milan, 1989)
- Screamin' Jay Hawkins, At Home with Screamin' Jay Hawkins (Epic, 1958)
- Screamin' Jay Hawkins, ...What That Is! (Philips, 1969)
- Little Willie John, Need Your Love So Bad (King, 1955) en Fever (King, 1956)
- Louis Jordan, Somebody Up There Digs Me (Mercury, 1962)
- Booker T. Laury, Nothing but the Blues (Blue Silver, 1981)
- Booker T. Laury, Booker in Paris (EPM, 1992)
- Memphis Slim, Very Much Alive and in Montreux (Barclay, 1973)
- Jimmy Scott, If You Only Knew (Savoy, 2000)
- Sonny Terry & Brownie McGhee, Back Country Blues (CBS, 1958)
- Sylvie Vartan, Sylvie Vartan's Story 1962 & 1963 (RCA Camden, 1969)

## Schriften
- Mickey Baker's Complete Course in Jazz Guitar, Book 1 (1959), Lewis Music Publishing Co.
- Mickey Baker's Complete Course in Jazz Guitar, Book 2 (1959), Lewis Music Publishing Co.
- Mickey Baker's Analysis of the Blues for Guitar (1970)
- Mickey Baker's Jazz Guitar (1973), Clifford Essex Publications
- Mickey Baker's Bottleneck and Country Blues Guitar (1973), Clifford Essex Publications
- Mickey Baker's Jazz and Rhythm ‘n Blues Guitar (1974), Clifford Essex Publications
- Mickey Baker's Play Professional Guitar (1975), Clifford Essex Publications
- Mickey Baker's Complete Handbook for the Music Arranger (1978), Clifford Essex Publications